# 드니 데르쿠르

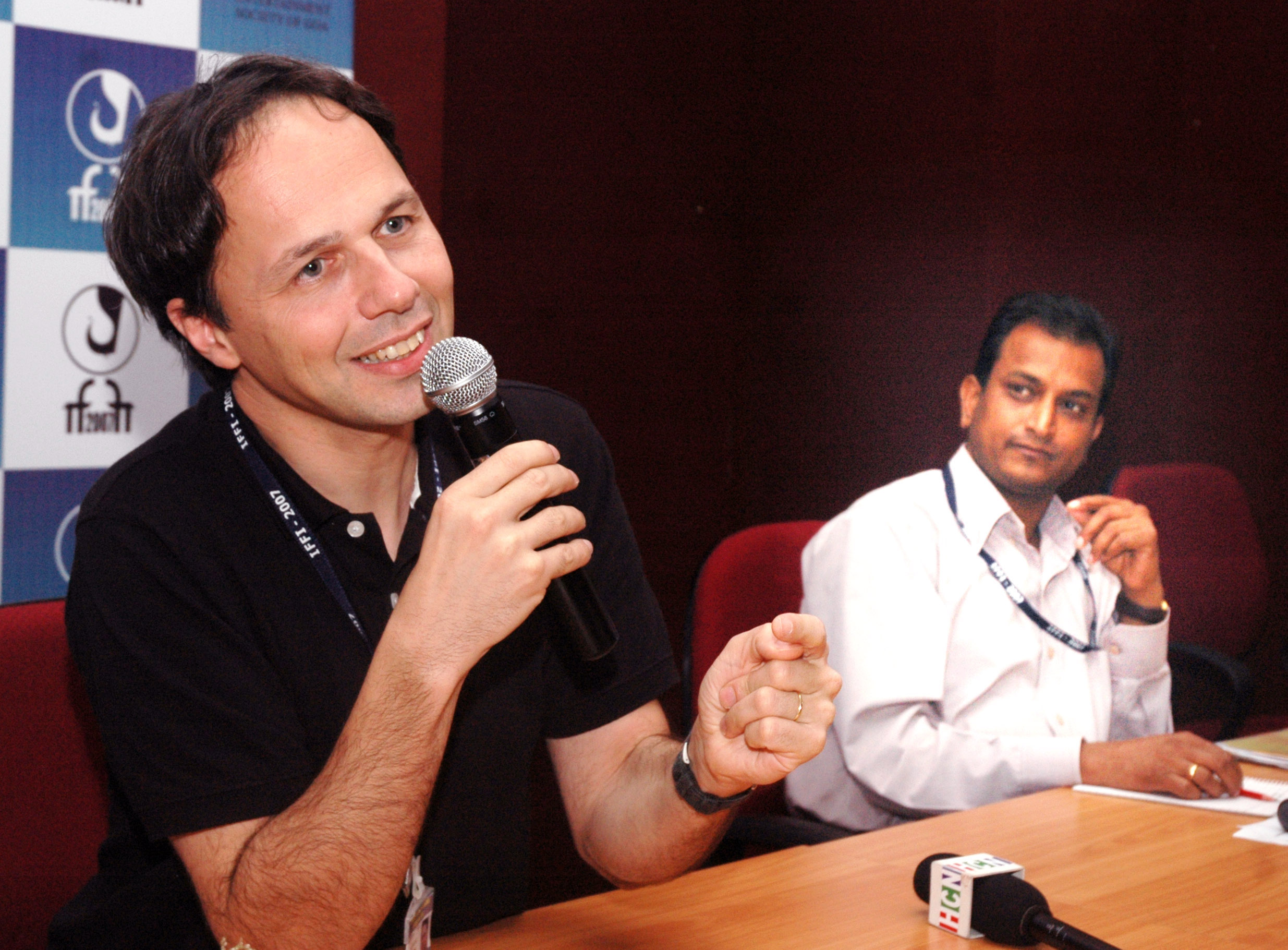

드니 데르쿠르(Denis Dercourt, 1964년 10월 1일 ~ )는 프랑스의 영화 감독이자 각본가이다. 그의 영화 페이지 터너(La Tourneuse de pages)가 2006년 칸 영화제의 주목할 만한 시선에서 상영되었다. 3년 뒤 그의 영화 투모로 앳 돈이 2009년 칸 영화제의 같은 부문에서 상영되었다.

## 영화
- 페이지 터너
- 투모로 앳 돈
- 배니싱: 미제사건